# Гройсман Дмитро Леонідович
Дмитро́ Леоні́дович Гро́йсман (нар.15 травня 1972, м. Вінниця — пом. 5 серпня 2013, м. Київ) — український лікар-патологоанатом та правозахисник, засновник та керівник Вінницької правозахисної групи (1998—2013).

## Біографія
Дмитро Гройсман народився 15 травня 1972 у м. Вінниця.
Закінчену середню освіту отримав у Вінницькій середній школі № 9, яку закінчив з відзнакою.
1995 року здобув освіту у Вінницькому медичному університеті імені Миколи Пирогова, який закінчив з відзнакою, а у 2008 році закінчив Академію адвокатури України.
У 1993 році він став одним із засновників Вінницького осередку «Amnesty International».
Протягом 1994—1998 років Дмитро Гройсман був координатором національної кампанії щодо скасування смертної кари в Україні.
У 1998 році за його ініціативи було створено Вінницьку правозахисну групу, координатором якої він був до своєї смерті.
У 2008 році двоє невідомих здійснили напад на Дмитра Гройсмана, напад було здійснено вночі, у під'їзді будинку, в якому він мешкав. Його життя врятували сусіди, які почули метушню та викликали «швидку» та міліцію. Дмитра було шпиталізовано до міської лікарні № 2 з травмами середнього ступеню тяжкості — переломами кісток носа та забоєм головного мозку.. На думку правоохоронців, напад був хуліганським вчинком, а на думку Гельсінської групи із захисту прав людини і Всеукраїнської асоціації громадських правозахисних організацій напад був пов'язаний з професійною діяльністю правозахисника. Хронологічно напад стався після звільнення з посади начальника Стрижавської колонії Магомеда Магомаєва, чого Дмитро Гройсман наполегливо домагався. З Магомаєвим напад пов'язував сам Дмитро. В інтерв'ю Мирославі Соколової він розповів:
|  | 2010 року ми святкували 15-річницю випуску з університету у шикарному заміському ресторані. Питаю офіціанта: чий бізнес? Каже, був начальника стрижавської колонії Магомаєва, а тепер він його продав заступнику прокурора Шубіну. Зараз він загинув в автокатастрофі. Офіціант не знав, хто я, й що воюю з Магомаєвим. Його засудили за незаконний бізнес, хоча ми вимагали й за катування. Я пишаюсь, коли мені таке вдається зробити. Мене били люди від Магомаєва, але пробували й домовлятись. |

Злочин досі не розкрито
У 2009 році Дмитро Гройсман увійшов до списку «Топ-100 найвпливовіших українців» за версією журналу «Кореспондент» в номінації захисника засуджених і жертв міліцейського свавілля.
5 серпня 2013 року Дмитро Гройсман приїхав до Києва у справах і того ж дня пішов з життя за невідомих обставин. В пресі переважно згадується про серцеву хворобу Дмитра Гройсмана, рідні Дмитра та близькі друзі вважають, що його смерть була насильницькою (станом на кінець 2013 року, слідчий відділ Дніпровського райвідділу міліції та прокуратура Дніпровського району міста Києва незаконно перешкоджають доступу Світлани Побережець, дружини Дмитра, до матеріалів кримінального провадження за фактом смерті Дмитра Гройсмана, протокол судово-медичного розтину також приховується від родини). Відома адреса в місті Києві, з якої тіло померлого Дмитра Гройсмана було доставлено до одного з судово-медичних моргів, що знаходиться на вулиці Петра Запорожця, 26. Смерть Дмитра, виходячи з доступних документальних джерел, настала на вулиці Челябінська.. Знайомі, як пізніше з'ясувалось у ході кримінального провадження за фактом смерті Дмитра Гройсмана, опинились в судово-медичному морзі не випадково, пізніше вони повідомили пресу про те, що упізнали в померлому Дмитра Гройсмана.Особисті речі правозахисника (ймовірні речові докази у кримінальному провадженні, що було порушено за фактом смерті) слідчі Дніпровського райвідділу міліції міста Києва незаконно видали невідомій особі, яка не є членом родини і не мала на то законних повноважень.
7 серпня 2013 року відбулась церемонія прощання із Дмитром Гройсманом у патологоанатомічному театрі Вінницької обласної клінічної лікарні імені Миколи Пирогова, після чого його поховано на Центральному кладовищі «Підлісне» м. Вінниця.

## Громадська діяльність
Вінницьку правозахисну групу Дмитро Гройсман створив разом з другом Віктором Роликом та дружиною — Світланою Побережець, але майже вся діяльність групи була пов'язана з іменем Дмитра Гройсмана.
Діяльність Дмитра Гройсмана та Вінницької правозахисної групи, яку він очолював, спрямована на комплексний захист жертв тортур, пацієнтів, права яких було порушено, та захист прав біженців в Україні. Зокрема, Вінницька правозахисна група надавала правову підтримку низці біженців з Росії та допомогла в отриманні статусу біженця в Україні низці членів забороненої у Росії Націонал-більшовицької партії Едуарда Лимонова, даючи деяким з них прихисток у себе вдома.
Правозахисник критикував владу за жорстокі умови утримання у в'язницях, за порушення прав мігрантів та представників ЛГБТ-спільнот та політичні репресії.
Завдяки його зусиллям в Україні було припинено санкціоновані державою смертні кари.
За його ініціативи були створені групи громадського контролю за слідчими ізоляторами та тюрмами Вінницької області.
Дмитро Гройсман оприлюднював інформацію про схему транспортування нелегальних мігрантів, які знаходяться під контролем міліції та одного з генералів СБУ, про знущання у Вінницькому ізоляторі тимчасового утримання в червні 2010 року, зокрема про побиття ув'язнених начальником Вінницької установи виконання покарань № 1 Сергієм Козачишиним.
Дмитро Гройсман опікувався справами, пов'язаними із застосуванням методів примусового лікування до громадських активістів, такі методи були поширеними за часів радянської влади та носили назву «каральна психіатрія». У цьому контексті є відомими справи Андрія Бондаренко та Раїси Радченко. Зокрема щодо випадків із профспілковим активістом Андрієм Бондаренком та запорізькою активісткою Раїсою Радченко.
Дмитро Гройсман зібрав близько півтисячі записів з колишніми в'язнями концтаборів в рамках проекту зі збору матеріалів для фільму «Список Шиндлера» американського режисера Стівена Спілберга.
Він, коментуючи факти, викладені у документальному фільмі «Тюрма № 1» Костянтина Усова, заявив, що Лук'янівський слідчий ізолятор необхідно закрити, а замість нього побудувати новий за межами Києва.
Також Дмитро Гройсман певний час був вінницьким кореспондентом та постійним автором української редакції «Радіо Свобода» та планував запустити на радіо свій проект про українські справи, які слухаються у Європейському суді з прав людини.

## Кримінальна справапро поширення порнографії (2010—2013)
У грудні 2010 року по відношенню до Дмитра Гройсмана було відкрито кримінальну справу за публікацію у його блозі в Livejournal (належність облікового запису саме Дмитру Гройсману не було доведено під час судового засідання стороною обвинувачення) світлини статуетки чоловіка зі збудженим фалосом, яка знаходиться на предметі, схожому на брошуру, з написом «Конституція України», Дмитра було звинувачено за статтями «Наруга над державними символами України» і «Поширення порнографії», за публікацію ролика про російських політиків та громадських діячів Віктора Шендеровича і Едуарда Лимонова, яке отримало назву «Катя Муму», за розміщення зображення фалоса поруч із зображенням екс-президента Віктора Ющенка, а також за відскановані листівки Німецького Фонду з боротьби зі СНІДом, з гаслом «Український міліціонер! Спілкуючись з начальником і громадянином, дотримуйся техніки безпеки».
15 жовтня 2010 року було проведено обшук в квартирі Дмитра Гройсмана, а 15-16 жовтня 2013 року — у приміщенні Вінницької правозахисної групи з вилученням комп'ютерів, фінансової документації, більше трьох сотень файлів біженців та шукачів притулку в Україні а також конфіденційного листування організації з Європейським Судом з Прав Людини у справах «Заболотний проти України» та «Кулик проти України»..
Після цього Вінницька правозахисна група звернулася до Ради Європи з проханням захистити її від переслідувань з боку влади та до Уповноваженої Верховної Ради України з прав людини Ніни Карпачової щодо перепон діяльності організації.
2012 року отримав догану слідчий, який підписав листа до аташе з юридичних питань Посольства США в Україні Девіда Шепарда, в якому просив посприяти зобов'язати адміністраторів соціального інтернет-ресурсу livejournal.com заблокувати обліковий запис Вінницької правозахисної групи й видалити інформацію, що знаходиться на ньому, в результаті чого було порушено порядок дипломатичних стосунків між органами влади України та дипломатичними підрозділами іноземних держав.
31 липня 2013 року у Вінницькому міському суді відбулось 72 судове засідання у справі про поширення порнографії, але через неявку представника обвинувачення, воно було перенесене на 7 серпня.
Дмитро Гройсман пов'язував «порнографічний скандал» із діяльністю Вінницької правозахисної групи: із документуванням свідчень нелегальних біженців із Сомалі, яким Вінницька правозахисна група надавала правову, соціальну та психологічну допомогу з 2005 по 2012 роки, співпрацюючи з офісом УВК ООН в Україні та Данською радою у справах біженців в Україні. Доправкою біженців на територію України, ймовірно, займались два угрупування, до яких мали стосунок правоохоронці та помсту за розкриття корупційних схем і персонально з боку начальника Вінницької міліції Валерія Ноніка. Також на думку Дмитра Гройсмана кримінальна справа була пов'язана з бажанням правоохоронних структур отримати доступ до матеріалів, якими володіє Вінницька правозахисна група. У ЗМІ серед причин цієї кримінальної справи називалось оприлюднення інформації про нелегальну схему транспортування нелегальний мігрантів, до якого був причетні працівники вінницької міліції та високопосадовець із Вінницького СБУ.
18 березня 2013 року міліція розігнала пікет під будівлею Генеральної Прокуратури України на підтримку Дмитра Гройсмана, під час чого було затримано 4 осіб, а проти 2-х з них були розпочаті кримінальні провадження щодо невиконання рішення суду про заборону проведення акцій під Генеральною Прокуратурою України. Після цього Amnesty International засудила затримання демонстрантів під Генпрокуратурою, інкримінування їм порушення невиконання вироку суду та заборону на проведення акцій біля державних установ.
7 серпня 2013 року під час судового засідання стало відомо, що з обвинувального висновку прокуратурою було виключено епізод про публічну наругу над державними символами України і два епізоди за фактом поширення зображень порнографічного характеру, але залишено обвинувачення в одному епізоді за ч. 2 ст. 301 КК. У суді було ухвалене рішення про продовження розгляду кримінальної справи з метою реабілітації Дмитра Гройсмана та зачитано його останню промову у цій справі.
12 серпня 2013 року Дмитра Гройсмана Вінницьким міським судом було виправдано за кримінальною справою про поширення порнографії «за відсутністю складу злочину». Рішення вступило в законну силу.
З грудня 2010 року по серпень 2013 року адвокатом Дмитра Гройсмана незмінно залишалась пані Наталля Гурковська.
12 серпня 2013 року, в день проголошення Вінницьким міським судом Вінницької області виправдувального вироку по справі Дмитра Гройсмана, пані Наталля Гурковська заявила, що родина Дмитра Гройсмана та вона особисто доведуть справу до кінця, будуть добиватись покарання винних в обвинуваченні завідомо невинного Дмитра Гройсмана, всіх тих, хто з метою переслідування правозахисника, сфабрикував та порушив справу, яка «прославила» Україну у всьому світі.
З серпня 2013 року членам родини Дмитра Гройсмана прокуратура Вінницької області та УМВСУ у Вінницькій області наполегливо та незаконно перешкоджають у визнанні їх(членів родини) потерпілими у двох кримінальних провадженнях щодо притягнення до кримінальної відповідальності посадових осіб, що мають відповісти за фальсіфікацію «порносправи».

## Особисте життя

### Сім'я
Дружина (вдова) Дмитра Гройсмана — Світлана Побережець. Подружжя познайомилось під час навчання у Вінницькому медичному інституті ім. Пирогова. Дмитро та Світлана брали активну участь у роботі наукового товариства інституту.
Світлана Побережець — лікар-анестезіолог-реаніматолог за фахом. Є одним із засновників Вінницької Правозахисної Групи. З 2007 по 2009 рік обіймала посаду Голови Міжнародної Амністії в Україні. В 2008 році виграла судовий процес, у результаті якого в Україні були скасовані записи діагнозу людини в лікарняних листках.
Син Дмитра Гройсмана — Давід Дмитрович Гройсман, вивчає психологію, захоплюється музикою, іноземними мовами та мистецтвом.